# Валентин Александров
Валентин Георгиев Александров е български адвокат, следовател и политик, министър на отбраната в правителството на Любен Беров между 1992 и 1994 г.

## Биография

### Ранен живот и образование
Валентин Александров е роден на 23 септември 1946 година в София, България. През 1964 година завършва гимназия, а през 1971 година – „Право“ в Софийския университет „Климент Охридски“. 1977 г. завършва международни отношения и политически науки в Дипломатическата академия при австрийското Министерство на външните работи. Доктор по философия.

### Професионална и политическа кариера
Работи като адвокат и следовател, през 1975–1977 година е на специализация в Дипломатическата академия при външното министерство на Австрия. След това е аспирант в Института за политически изследвания, като през 1982 година защитава кандидатска дисертация на тема „Австроконсерватизмът и неоконсервативното студентско движение“. През този период има публикации в пресата, главно във връзка с военната и политическа интеграция в Европа. От 1976 до 1987 година Валентин Александров е агент на Второ главно управление на Държавна сигурност под псевдонимите „Дипломат“ и „Александров“, като през 1990 година е поискано материалите за него да бъдат унищожени.
През 1990–1991 година Александров е съветник в Комисията по национална сигурност в парламента, съветник и държавен секретар в Министерството на отбраната. От 1991 година до края на живота си е служител на Института за правни науки. До 1992 година членува в Демократическата партия, която по това време е част от Съюза на демократичните сили. През 1992 година става министър на отбраната в кабинета на Любен Беров. Под негово ръководство, в качеството му на министър на отбраната на Република България, са подготвени и подписани военни рамкови споразумения със: САЩ, Русия, Великобритания, Германия, Австрия, Унгария и Албания, които поставят основите на съвременната българска военна дипломация. На практика е учредител и кавалер на наградния знак „За вярна служба под знамената“. Заради приносите му в провеждането на реформите в Българската армия и работата по интегрирането ѝ в структурите на НАТО е удостоен с редица български и чуждестранни награди.
След края на мандата му, през 1994 година, се оттегля от политическия живот. Умира на 9 юли 2008 година.

## Отличия
Чуждестранни отличия: За преодоляване на напрежението в руско-българските военнополитически отношения и успешно подготвяне и подписване на рамково военно споразумение между Русия и България е награден с почетна „офицерска сабя“ от министъра на отбраната на Русия армейски генерал Павел Грачов (1993); За укрепване на мерките за сигурност и доверие между България и Турция и за успешното подписване на българо–турско рамково военно споразумение е награден с най-високото турско отличие „Ордена на честта“ от началника на Генералния щаб на турските въоръжени сили армейски генерал Дуан Гюреш (1993); За укрепване на мерките за сигурност и доверие между България и Република Гърция и успешното подписване на българо-гръцко рамково военно споразумение е награден с най-високото гръцко отличие за чужденци „Ордена на Феникса“ /Order of the Phoenix/ на шарф със звезда от президента на Гърция д-р Константинос Караманалис (1993); За поготвяне и подписване на първото българо–австрийско военно рамково споразумение и за заслуги по укрепване на сигурността на държавите от Дунавския басейн е награден с най-високото отличие „Златен орден за заслуги към Република Австрия“ на шарф със звезда (Ehrenzeichen für Verdienste um die Republik Österreich) от президента на Австрия д-р Томас Клестил (1994).